# جاك تايلور (سياسي)
جاك تايلور (بالإنجليزية: Jack Taylor) هو سياسي أمريكي، ولد في 23 مايو 1907 في الولايات المتحدة، وتوفي في 31 مارس 1995 في نفس البلد. حزبياً، نشط في الحزب الجمهوري. وقد انتخب عضو مجلس ولاية أريزونا (1975 – 1989).